# Liste der Monuments historiques in Kermoroc’h
Die Liste der Monuments historiques in Kermoroc’h führt die Monuments historiques in der französischen Gemeinde Kermoroc’h auf.

## Liste der Bauwerke
| Bezeichnung | Beschreibung    | Standort | Kennzeichnung | Schutzstatus | Datum | Bild |
| ----------- | --------------- | -------- | ------------- | ------------ | ----- | ---- |
| Kreuz       | 17. Jahrhundert | (Lage)   | PA00089679    | Inscrit      | 1925  |      |